# 요한 볼란텐
요한 하를린 볼란텐 베나비데스(스페인어: Johan Jarlín Vonlanthen Benavídez, 1986년 2월 1일, 콜롬비아 산타마르타 ~ )는 콜롬비아에서 귀화한 스위스의 축구 선수로, 포지션은 윙어다. 그는 지난 2012년에 은퇴를 선언했지만, 1년만에 은퇴를 번복하고 빌에서 활동하다 2018년 은퇴를 선언했다.

## 국가대표팀
볼란텐은 지난 UEFA 유로 2004 대회에서 19세의 나이의 출전해 프랑스를 상대로 득점을 기록하고, 스위스의 차세대 스타로 주목받았다. 그리고 비록 조별 리그에서 탈락했지만 2005년 FIFA 세계 청소년 축구 선수권 대회에서 필리페 센데로스, 트란퀼로 바르네타, 요한 주루 등과 함께 출전해 가능성을 높였다. 이로써 2006년 FIFA 월드컵 출전이 유력했으나, 대회 직전에 부상을 당하면서 하칸 야킨으로 교체되었다. 그리고 UEFA 유로 2008 대회 이후에는 점차 잊혀져갔고, 2012년에 갑자기 현역 은퇴를 선언했다. 하지만 1년만에 은퇴를 번복하고 그라스호퍼에 복귀했다.

## 경력
- UEFA 유로 2004 국가대표
- 2005년 FIFA 세계 청소년 축구 선수권 대회 국가대표
- UEFA 유로 2008 국가대표